# Меленбах-Гласбах
Меленбах-Гласбах (њем. Mellenbach-Glasbach) општина је у њемачкој савезној држави Тирингија. Једно је од 39 општинских средишта округа Залфелд-Рудолштат. Према процјени из 2010. у општини је живјело 1.105 становника. Посједује регионалну шифру (AGS) 16073054.

## Географски и демографски подаци
Меленбах-Гласбах се налази у савезној држави Тирингија у округу Залфелд-Рудолштат. Општина се налази на надморској висини од 370 метара. Површина општине износи 8,8 km². У самом мјесту је, према процјени из 2010. године, живјело 1.105 становника. Просјечна густина становништва износи 126 становника/km².